# عملية الرمح
عملية الرمح هي عملية أمريكية، نفذتها مشاة البحرية الأمريكية في ناحية الكرابلة في قضاء القائم غرب العراق، أعلن عنها في يونيو 2005، وكان الهدف الرئيسي هو ضرب العناصر المسلحة والمقاتلين الأجانب، وخاصة السوريين، عبر الحدود بين العراق وسوريا، شارك مشاة البحرية الكتيبة الثالثة، وقوات المارينز الخامس والعشرون (3/25)، والكتيبة الثالثة، ومشاة البحرية الثانية (3/2).
بدأت عملية الرمح في 17 يونيو 2005، شاركت في الهجوم قوة قوامها حوالي 1000 من أفراد مشاة البحرية والجيش العراقي من السرية الأولى، الكتيبة الثانية، اللواء الرابع، جرت العملية في محيط المدينة بالقرب من الحدود السورية، وقال قادة التحالف أن المقاتلين الأجانب كانوا يستخدمون المنطقة للتسلل إلى العراق.
عثرت قوات التحالف على أربعة رهائن عراقيين محتجزين في قبو بوسط المدينة، كما عُثر خلالها على ثلاث ورش لتفخيخ السيارات وعبوات ناسفة و17 سيارة مفخخة. وأثناء العملية تعرضت قوات المارينز والقوات العراقية لنيران كثيفة وقتل جندي واحد خلالها. شارك الطيران الأمريكي ووجه ضربات جوية على ثلاثة مبان، وخلفت هذه العميلة عشرات القتلى والجرحى في صفوف المدنيين ودماراً كبيرا في الممتلكات.